# Trichocera bilobata
Trichocera bilobata is een muggensoort uit de familie van de wintermuggen (Trichoceridae). De wetenschappelijke naam van de soort is voor het eerst geldig gepubliceerd in 1999 door Stary.